# Хонда Сеїдзі
Сеїдзі Хонда (яп. 本田 征治, нар. 25 лютого 1976, Префектура Токусіма) — японський футболіст, що грав на позиції воротаря.
Виступав, зокрема, за клуб «Нагоя Грампус», а також молодіжну збірну Японії.

## Клубна кар'єра
У дорослому футболі дебютував 1995 року виступами за команду клубу «Нагоя Грампус», в якій провів дев'ять сезонів, взявши участь у 5 матчах чемпіонату. 1999 року також на умовах оренди грав за «Бельмаре».
Згодом з 2004 по 2006 рік грав у складі команди клубу «Віссел» (Кобе).
Завершив професійну ігрову кар'єру у клубі «Зеспа Кусацу», за команду якого виступав протягом 2007—2009 років.

## Виступи за збірну
1995 року залучався до складу молодіжної збірної Японії. У її складі був учасником молодіжного чемпіонату світу 1995 року.